# Ascona (Santo Stefano d'Aveto)
Ascona is een plaats (frazione) in de Italiaanse gemeente Santo Stefano d'Aveto.